# 안드레이 아를로우스키

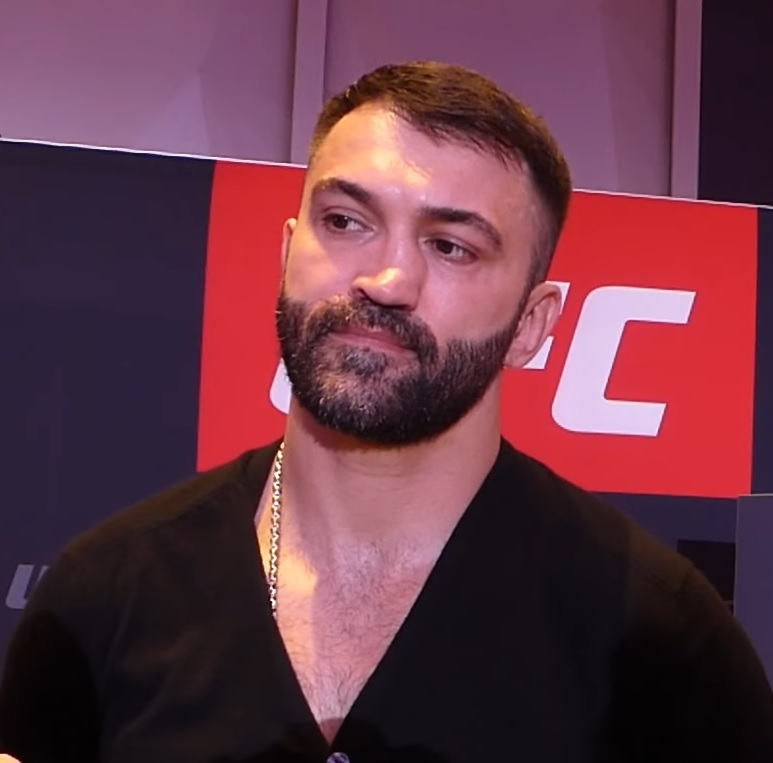
2018년 9월 UFC 파이트 나이트 136에서의 아를로우스키

안드레이 발레리예비치 아를로우스키(벨라루스어: Андрэй Валер'евіч Арлоўскі, 러시아어: Андре́й Вале́рьевич Орло́вский 안드레이 발레리예비치 오를롭스키[*], 1979년 2월 4일~) 또는 안드레이 알롭스키(영어: Andrei Arlovski)는 벨라루스의 종합격투기 선수, 배우이다. 전 UFC 헤비급 챔피언이다. 현재 얼티밋 파이팅 챔피언십(UFC) 헤비급 부문에서 경쟁하고 있으며 UFC 헤비급 역사상 최다 승리(23승) 기록을 보유하고 있다. 아를로우스키는 또한 스트라이크포스, WSOF, 어플릭션(Aflickion), 엘리트XC, ONE FC 및 M-1 챌린지에서 경쟁했다.

## 생애
아를로우스키는 소련(현 벨라루스) 벨로루시 소비에트 사회주의 공화국의 바브루이스크에서 태어났다. 어렸을 때 가해자들이 종종 그를 괴롭히고 구타했다. 1994년, 14살이 되었을 때 근육을 키우기 위해 역기 운동을 시작했으며, 이러한 괴롭힘에 대처하는 데 도움이 되기를 바랐다. 아를로우스키는 16세에 삼보, 유도, 킥복싱과 같은 스포츠에서 무술을 시작했다.
민스크의 경찰 학교에 등록한 아를로우스키는 법 집행 경력에 대한 관심과 삼보에서 필수 경찰 방어 과정을 이수하여 점점 늘어나는 무술 참여를 결합했으며 빠르게 자신이 매우 유능한 삼보 선수임을 보여주었다. 1999년에 아를로우스키는 유럽 청소년 삼보 선수권 대회와 세계 청소년 선수권 대회에서 우승했다. 얼마 지나지 않아 아를로우스키는 최초의 스포츠 마스터가 되었고 그 후 국제 스포츠 마스터가 되었다. 삼보 월드컵에서 은메달을 획득했고, 세계 삼보 선수권 대회에서도 또 다른 은메달을 획득했다.
아를로우스키는 다른 무술에 더 큰 관심을 갖고 킥복싱을 연구하고 삼보 기반 그래플링 능력을 보완하기 위해 타격 기술을 개발하기 시작했다.

## 종합격투기 경력
20세의 아를로우스키는 1999년 4월 9일 러시아 상트페테르부르크에서 열린 믹스 파이트 M-1(Mix Fight M-1)에서 바체슬라프 다치크를 상대로 프로 MMA 경력을 시작했다. 경쟁적인 스탠드업 배틀 이후 아를로우스키는 직선 펀치로 쓰러져 데뷔를 놓쳤다. 이에 굴하지 않고 아를로우스키는 2000년 유럽 선수권 대회에서 M-1 글로벌로 복귀하여 서브미션 승리 및 KO 승리로 헤비급 타이틀을 차지했다.